# VVF Villages
VVF Villages (anciennement Villages Vacances Familles ou VVF) est une association française parapublique de tourisme qui a créé un concept en France de tourisme familial reposant sur le principe de l'hôtellerie et des résidences locatives en village de vacances en y associant des animations en lien avec le territoire et des services clubs à destination des enfants.
VVF Villages est une association à mission qui est issue de la scission de VVF en deux entités en 2006 ; entre VVF Villages (association reconnue d'utilité publique) et Belambra société commerciale (SAS) détenue à 100 % par le fonds d'investissement Groupe Caravelle.
VVF Villages porte les mêmes missions que l'association historique VVF, le développement économique des territoires et l'accessibilité des vacances et des loisirs au plus grand nombre. L'ensemble de ses équipements sont des équipements de propriété publique ou de comité social d'entreprise. Sa gouvernance est désintéressée et constituée des collectivités locales propriétaires, des fédérations sportives bénéficiaires, des structures favorisant l'aide au départ en vacances et de personnalités qualifiées engagées dans l'intérêt public de la mission historique de VVF.
En 2019, l'association « acteur majeur du tourisme social en France » compte 94 sites répartis dans 60 départements, VVF accueille 450 000 clients, et réalise 2,5 millions de nuitées.
C'est le cinquième intervenant dans ce secteur derrière le Club Med, Pierres et Vacances, Center Parcs et Appart City et Belambra.

## Historique
Le concept de village de vacances avait été popularisé par l'association du Club des Villages magiques, fondée en 1950, qui a fusionné en 1956 avec Club Méditerranée[réf. souhaitée].
En 1956, le cabinet Guy Mollet étend la 3e semaine de congés payés à l'ensemble des salariés, ce qui contribue à relancer le  tourisme de masse sur le territoire français. André Guignand et Maurice Cayron, militants de la Jeunesse ouvrière chrétienne (JOC) et Simone Troisgros de la Fédération française du tourisme populaire (émanant de l'Organisation centrale des camps et activités de jeunesse (OCCAJ) lancent alors l'idée de villages de vacances familiales. Le projet est finalisé en 1958 et les VVF  sont issus du syndicalisme chrétien.

### Constitution
En juillet 1956 lors de la semaine sociale de Marseille, le secrétaire général de la Fédération française du Tourisme populaire (FFTP) André Guignand, présente une compatibilité entre tourisme populaire, qui deviendra par la suite le tourisme social, et politique d’aménagement du territoire : d’une part, « des salariés qui voudraient profiter des vacances désormais plus longues mais qui ne le peuvent pas, faute de moyens d’hébergements accessibles à des revenus modestes », et d’autre part, « certaines régions rurales sous-développées mais non dénuées d’intérêt touristique, et qui essaient par tous les moyens de trouver une expansion économique ».
En juillet 1958, l’assemblée générale constitutive de l’association Villages Vacances Familles entérine les membres fondateurs :
- André Guignand, secrétaire général de la Fédération française de Tourisme populaire ;
- Louis Tissot, directeur administratif de la Société centrale immobilière de la Caisse des Dépôts ;
- La société centrale immobilière de la Caisse des Dépôts (SCIC) ;
- La société centrale pour l’équipement touristique (SCETO), filiale de la Caisse des Dépôts et de la Caisse centrale du crédit hôtelier ;
- La Fédération française du tourisme populaire (FFTP) ;
- L’Organisation centrale des centres et d’activités de jeunesse (OCCAJ).

Trois piliers marquent alors le lancement et le développement de VVF : la construction de villages de vacances modernes et de services collectifs adaptés à usage prioritairement familial, en particulier des familles modestes ; la participation à l’aménagement du territoire, notamment en zone rurale, par la convergence de fonds publics, semi-publics et privés ; une collaboration étroite avec les communes, les régions d’accueil et les partenaires de l’association. Jacques Barrot, membre du Conseil constitutionnel dira à ce sujet que « l'idée géniale d'André a été d'offrir des vacances aux familles, tout en aidant les milieux ruraux à décoller, c'était un peu l'anti-Club Med ! ».
En juillet 1959, l’agrément loi 1901 est accordé, l’association Villages Vacances Familles (VVF) est ainsi créée. Louis Tissot est élu 1er président de l’association et désigne André Guignand comme directeur général. Cet été-là, deux nouveaux villages de vacances verront le jour en Alsace à Obernai et à Albé. En 1960, la Caisse centrale d’allocations familiales de la région parisienne est cooptée en tant que membre fondateur et le conseil d’administration compte de nouvelles arrivées : la Caisse nationale de Sécurité sociale et l’Union nationale des caisses d’allocation familiales.

### Années 1960 à 1990
Par le biais de son directeur général André Guignand, VVF participe à la création du Bureau international du tourisme social (BITS) en 1963, qui deviendra l’Organisation internationale du tourisme social (ISTO).
135 villages de vacances sont créés entre 1959 et 1989 dans 112 communes réparties sur 52 départements, faisant ainsi de VVF le 1er opérateur de tourisme social et familial en France dès 1980. Les plans de ces villages sont notamment dus à des architectes de renom dans le domaine de l'habitat social, notamment André Gomis. Ils sont construits d’abord en territoire rural, puis de plus en plus souvent à la montagne et en bord de mer. La coopération entre VVF et les 112 collectivités territoriales et locales d’accueil des villages de vacances VVF s’intensifie en 1980, par la création de l’ANCOL, l’Association nationale des collectivités locales pour les Villages Vacances Famille, administrée par les maires élus. Depuis sa création, l’ANCOL, qui siège au conseil d’administration de VVF, a pour vocation de soutenir le tourisme social et familial intégré à la vie locale, faisant de cette coopération un véritable moteur de développement territorial et d’échanges entre les vacanciers et les populations locales. La construction des villages de vacances s’est accompagnée de la création d’emplois permanents et saisonniers, de la mise en place d’animations et d’équipement collectifs ouverts, mis à disposition de l’ensemble de la population : piscines, plans d’eau, terrains de sport, aires de jeux pour enfants.
En 30 ans, les publics se sont diversifiés. De plus en plus de familles aux revenus modestes accèdent plus facilement aux vacances, notamment avec l’intervention des caisses d’allocations familiales, des comités d’entreprises et autres organismes sociaux. Les retraités, libérés des contraintes de la vie professionnelle, disposent de temps libre et de ressources financières pour voyager et se divertir. Les groupes sont également de plus en plus représentés, qu’il s’agisse d’organisations syndicales, d’associations familiales, d’associations d’aide aux personnes handicapées, de groupes à caractère social, éducatif, sportif ou culturel. Tout l’enjeu pour VVF et pour l’ANCOL, est de faire fonctionner les villages toute l’année : en saison durant les vacances scolaires avec les familles, et hors saison avec les groupes et les retraités.
Les structures d’accueil ont également évolué. À la première génération de villages de vacances constitués de 3 parties distinctes avec logements, pavillon central avec services collectifs et aires de jeux, succède la seconde génération, les gîtes familiaux indépendants avec cuisines individuelles entièrement équipées dans les logements. En plus de proposer une formule économiquement avantageuse, cette nouvelle génération de villages de vacances contribue à l’activité économique locale, par l’approvisionnement des familles auprès des commerçants de la commune d’accueil. Une troisième génération de villages complète les formats d’hébergement avec les résidences de tourisme, des logements équipés de cuisines regroupés en appartements. En 1983, VVF crée les Campéoles avec le soutien de la Caisse des dépôts. Le plus souvent, les campings sont adossés à des villages de vacances.
À la fin des années 1980, le patrimoine vieillissant nécessite un plan de transformation et de rénovation. Les propriétaires des sites, en majorité des communes à faibles ressources et particulièrement les communes de moins de 2 000 habitants, ne disposent pas du budget nécessaire pour effectuer les rénovations. VVF entreprend alors un important plan de rénovation de plus de 400 millions de francs : 58% d’autofinancement supporté par des prêts et l’apport des associés ; 22% par la Caisse des Dépôts et des Consignations,11% par l’État et 9% par la Caisse nationale des Allocations familiales. Les sites les plus critiques du parc flèchent les priorités dans les rénovations.

### Années 1990 à 2010
Dans les années 1990, les alternances politiques accentuées par les difficultés liées aux crises énergétiques successives pèsent sur les politiques publiques, en particulier celles du tourisme social. Le soutien de l’État devient dès lors d’avantage politique que financier. Pierre Dumas, secrétaire d’ État au Tourisme et à la Promotion sociale, « considère que pour résoudre les problèmes du tourisme social, VVF représente et de loin, la meilleure solution, celle que l’on voudrait voir se généraliser ».
Confrontée au désengagement de ses principaux soutiens financiers que sont l'État, les Caisses d’allocations familiales et les comités d’entreprises, VVF crée alors en 1997 sous la présidence d’Edmond Maire, une société anonyme dénommée VVF Vacances pour privilégier les sites rentables assurés d’une fréquentation quasi permanente, par la proximité de grands centres urbains et la richesse d’un environnement de loisirs. VVF est alors composée de la branche associative historique Villages Vacances Familles et d’une branche commerciale, la SA VVF Vacances. La scission entre les deux entités est opérée en 2006 sous la présidence d’Olivier Colcombet, futur PDG et actionnaire de Belambra.
VVF Vacances, dirigée par Olivier Colcombet, quitte le projet associatif historique et change de nom pour Belambra, afin d’accompagner sa stratégie de montée en gamme. Dans la scission, les 52 sites de plus grande taille glissent dans le secteur marchand et concurrentiel. Société commerciale privée, Belambra est contrôlée par Acto Finama, filiale de Groupama, qui détient 55% du capital sous forme de LBO. La Caisse des Dépôts et Consignations conserve 40 % du capital et les cadres du management se répartissent les 5 % restants. En 2014, le fonds d’investissement  et holding Groupe Caravelle entre au capital en actionnaire majoritaire à hauteur de 66 % aux côtés de la Caisse des dépôts (34 %), puis rachète à 100 % Belambra, devenant ainsi l’actionnaire unique en 2017.
Quant à Villages Vacances Familles, la branche associative historique du tourisme social, les collectivités locales propriétaires refusant sa capitalisation se regroupent sous l’entité VVF Villages avec le soutien du Président de VAL (Vacances Auvergne Limousin), une autre association du tourisme social. VAL et VVF fusionnent pour former l’association VAL-VVF, qui reprendra deux ans plus tard l'exploitation de la marque VVF Villages, associée au slogan « Les vacances partout en France » sous la présidence de Jean-Pierre Marcon. VVF conserve la foncière VVF Développement, créée en 2004 pour la préservation du patrimoine, et adhère à l’UNAT, l’Union nationale des associations de tourisme et de plein air.

### Années 2010 à nos jours
Lors de sa convention de 2010, VVF Villages annonce faire du développement durable et de la responsabilité sociétale des entreprises (RSE) un axe prioritaire majeur. Quatre ans plus tard, l’association publie son premier bilan Sociétal, Solidaire et Environnemental devenant ainsi la première organisation du tourisme à se lancer dans une démarche RSE selon les lignes directrices de l’ISO 26000.
L’association s’implique dans la professionnalisation et la formation de ses salariés, saisonniers et des structures du tourisme partenaires, avec la création en 2014 de l’association VVF Formation. Cet organisme délivrant des formations diplômantes est certifié Qualiopi.
VVF Villages lance Hypitipy en 2018, un bungalow toilé-meublé avec terrasse accessible à faible coût, s’ouvrant ainsi sur le marché de l'hôtellerie de plein air avec 8 nouvelles destinations camping. Deux ans plus tard, VVF Villages renforce son activité camping en développant Campo by VVF, une plateforme de marché camping pour les collectivités locales positionnées sur la découverte et la nature. L’association fait évoluer son système de vente vers vvf.fr en 2019, en même temps qu’elle adopte le slogan « Là où tout commence » et exploite de nouveau la marque VVF qui entrera à l’actif de l’association en 2021. Le développement et l’actualisation de son offre de produits en fait de nouveau la 2ème marque préférée des Français après Pierre & Vacances pour les hébergements touristiques, selon le palmarès Capital 2020 des marques du tourisme.

## Convention de concession
Au début des années 1960, les collectivités candidates à l’édification d’un village de vacances devaient apporter gratuitement le terrain d’emprise via un bail emphytéotique sur 60 ans, ne leur permettant pas de bénéficier des subventions du ministère de l’Agriculture.
VVF développe une alternative, la convention de concession, qui prévoit que le patrimoine construit par le concessionnaire devienne la propriété de la collectivité au fur et à mesure de son édification. Le programme des réalisations et le plan de financement sont approuvés par la collectivité, VVF s’engageant à reverser à celle-ci une annuité au moins égale à la charge des emprunts qu’elle est amenée à contracter. Avec ce système, l’association peut bénéficier d’aides publiques que seules les collectivités locales peuvent percevoir. La convention de concession fait jurisprudence pour toutes les organisations qui veulent créer des villages de vacances avec le concours des collectivités et est adoptée officiellement en 1964 par la Direction des générale des collectivités locales au ministère de l’Intérieur.
Dès l’origine, l’association s’est donc définie comme gestionnaire et non propriétaire. Très rapidement, communes, syndicats de communes et départements se sont portés propriétaires, VVF leur garantissant non seulement la gestion mais aussi le paiement des charges financières liées aux emprunts contractés, ainsi que les charges d’entretien du patrimoine. L’association fournit l’assistance technique et administrative pour l’apport de subventions publiques et d’investissements issus de ses membres. Ce système assure une juste répartition des rôles : une initiative communale pour la sauvegarde du foncier et la création de bâtiments publics ; le soutien financier, le remplissage et l’entretien des sites par le gestionnaire.

## Tourisme rural
En 1972, pour répondre aux enjeux économiques, sociaux et culturels de l’aménagement touristique de l’espace rural, Louis Tissot et André Guignand fondent l’Association tourisme en espace rural (TER), avec la Fédération nationale des Logis de France et Auberges rurales, la Fédération nationale des Gîtes ruraux de France, la Fédération nationale des Comités départementaux de Tourisme et Yves Borredon, Président de la chambre d'agriculture du Lot.
VVF préside l’association TER de 1973 à 1978. Le manifeste du tourisme en espace rural alors établi répond à une volonté profonde de désenclavement économique social et humain du monde rural et à une prise de conscience de la nécessité d’intégrer le tourisme dans les schémas d’aménagement rural, tout en protégeant le milieu rural et ses écosystèmes.
Avec le concours du ministère de l’Agriculture et des services de la Rénovation rurale, VVF popularise les vacances à la campagne par la création de dizaines d’équipements en espace rural totalisant plus de 15 000 lits. Avec l’implantation d’un village, outre la création directe d’emplois, la présence d’une population de passage s’approvisionnant dans les commerces et ayant des contacts humains avec les locaux redynamise la vie des communes rurales tant économiquement que psychologiquement.

## Accueil du Service National Universel
Les villages de vacances VVF accueillent les séjours de cohésion du Service national universel (SNU), notamment dans les Pays de la Loire, le Gard et l’Hérault.

## Modèle économique
Le modèle économique relève de l'économie sociale et solidaire. Il repose sur l'investissement de ses associés qui sont les maires des communes propriétaires de ses villages (75 % des villages gérés par VVF Villages appartiennent aux collectivités territoriales - communes, communautés de communes, départements), les fédérations de sports-loisirs et professionnels du tourisme et les partenaires de l'action sociale.
En 2017, avec ses 85 villages, l'association a atteint un chiffre d'affaires de 79,3 millions d'euros.
En 2018, VVF Villages propose un parc de 32 000 lits et prévoit une poursuite de sa croissance de 8 %.
L'offre de VVF Villages est composée majoritairement de villages de vacances, suivis des résidences de tourisme, des campings et des hôtels.

## Distinctions
Agrée ESUS, Entreprise solidaire d’utilité sociale.
Agrée JEP, Jeunesse Éducation Populaire.

## Pour approfondir